# Theodotes af Byzans
Theodotos af Byzans (også kendt som Theodotos Garveren) var en kristen teolog fra Byzans i anden halvdel af 2. århundrede e.Kr.
Han sluttet sig til monarkianismen, nærmere bestemt den såkaldte "dynamiske monarkianisme" eller "adoptionismen", som hævdede, at Jesus Kristus var født som et almindeligt menneske, og at han blev adopteret af Gud ved dåben og først da fik guddommelig kraft.
Monarkianismen blev erklæret kættersk af pave Viktor I, og Theodotos blev ekskommuniseret af samme pave. Han fortsatte at lede en lille kirke i Byzans. Han fik udnævnt en egen pave, Natalius. Natalius trak sig efter kort tid, og efter at angiveligt have haft visioner, hvor han blev fortalt at han skulle underkaste sig paven, bad han om tilgivelse fra pave Zefyrinus og blev taget til nåde af kirken igen. Hvad, som skete med Theodotos i den forbindelse, er uklart.